# Zero interest rate policy
La Zero Interest Rate Policy (ZIRP) est une politique monétaire menée par les banques centrales afin de stimuler les crédits et les investissements.

## Concept
La Zero Interest Rate Policy consiste à la mise en place par la banque centrale de taux d'intérêt (taux de rémunération des dépôts, taux de prêt marginal, ...) à 0% de sorte à stimuler l'activité économique.
Une étude de la Réserve fédérale des États-Unis montre que, selon les simulations des modèles DSGE, la ZIRP peut avoir des effets positifs.

## Histoire
La banque centrale pionnière en ZIRP est la Banque du Japon, qui a fixé des taux d'intérêt nuls ou quasi nuls de 1999 à 2005, à la suite de la bulle spéculative japonaise. Elle a seulement été interrompue brièvement entre août 2000 et mars 2001. Cette politique a été associée à du quantitative easing. La politique de taux d'intérêt zéro est un échec car elle ne permet pas au Japon de stimuler son économie. Certains économistes ont mis en cause la faible qualité de la communication de la Banque du Japon.
La crise économique mondiale de 2008 conduit plusieurs pays à adopter des politiques monétaires non conventionnelles et une politique de taux d'intérêt zéro.